# Утакмице фудбалске репрезентације Мађарске 1976.
| Домаћин | Гост |

Фудбалска репрезентација Мађарске је током 1976. године одиграла десет званичних утакмица. Осим једног меча, који је игран у оквиру квалифкација за Светско првенство у фудбалу 1978., остале утакмице су биле пријатељског карактера. Поред ових десет званичних утакмица одигране су и још две али су оне биле незваничне утакмице.
Репрезентација Аргентине је у марту гостовала у Будимпешти. Овај тим је на касније одржаном Светском првенству постао светски шампион. Седморица играча ове екипе су две године касније били чланови победничког тима, Олгуин, Тарантини, Ардиљес, Гаљего, Кемпес, Хаусмен, Луке. Селектор репрезентације Мађарске Лајош Бароти је на терен против Аргентине послао петорицу новајлија, први пут су играли Гујдар, Парочаи, Ебедли, Чонгради и Вајмпер. Победа Мађарске од 2 : 0 је у овом светлу сматрана подвигом.
Према тадашњој рачуници (по новој рачуници 500. меч репрезентација је одиграла 15. октобра 1975. против Чехословачке у Братислави), репрезентација је 12. јуна 1976. прославила 500. званични меч у мечу против Аустрије. Играчи су играли у дресовима са натписом 500.
Савезни селектор националног тима у овом периоду је био:
- Лајош Бароти

## Утакмице
| Мексико                                                | 4 : 1 (2 : 1) | Мађарска          |
| ------------------------------------------------------ | ------------- | ----------------- |
| П. Дамјан 7’ · А. Хименез 35’ (пен) 77’ · Р. Чавез 51’ | Извештај      | 37’ (пен) Фазекаш |

| Салвадор         | 1 : 2 (1 : 1) | Мађарска                 |
| ---------------- | ------------- | ------------------------ |
| Л.Б.Р. Запата 5’ | Извештај      | 12’ Пустаи · 51’ Фазекаш |

| Мађарска                | 2 : 0 (2 : 0) | Аргентина |
| ----------------------- | ------------- | --------- |
| Њилаши 4’ · Фазекаш 34’ | Извештај      |           |

| Југославија | 0 : 0    | Мађарска |
| ----------- | -------- | -------- |
|             | Извештај |          |

| Швајцарска | 0 : 1 (0 : 1) | Мађарска    |
| ---------- | ------------- | ----------- |
|            | Извештај      | 43’ Фазекаш |

| Мађарска   | 1 : 0 (1 : 0) | Француска |
| ---------- | ------------- | --------- |
| Фекете 46’ | Извештај      |           |

| Мађарска   | 1 : 1 (1 : 0) | Совјетски Савез     |
| ---------- | ------------- | ------------------- |
| Фекете 10’ | Извештај      | 77’ Л. В. Назаренко |

| Мађарска                     | 2 : 0 (1 : 0) | Аустрија |
| ---------------------------- | ------------- | -------- |
| Мађар 35’ · Варади 75’ (пен) | Извештај      |          |

| Шведска          | 1 : 1 (1 : 1) | Мађарска   |
| ---------------- | ------------- | ---------- |
| К. Тостерсон 33’ | Извештај      | 23’ Ебедли |

| Источна Немачка    | 1 : 1 (1 : 1) | Мађарска    |
| ------------------ | ------------- | ----------- |
| Х. Ј. Ридингер 20’ | Извештај      | 27’ Фазекаш |

| Грчка            | 1 : 1 (0 : 0) | Мађарска   |
| ---------------- | ------------- | ---------- |
| Д. Папајоану 68’ | Извештај      | 84’ Кереки |

| Аустрија                | 2 : 4 (1 : 2) | Мађарска                        |
| ----------------------- | ------------- | ------------------------------- |
| Х. Кранкл 16’ (пен) 52’ | Извештај      | ] 3’ 7’ Њилаши · 54’ 85’ Кереки |

## Голгетери у 1976.
| - Золтан Кереки - Тибор Њилаши |

## Извори и спољашње везе
- Dénes Tamás-Rochy Zoltán. A 700. után. Rochy és Társa. ISBN 963-04-7169-8.
- Rejtő, László; Lukács, László ; Szepesi, György (1977). Felejthetetlen 90 percek: A magyar labdarúgó-válogatott 477 mérkőzése [Незаборавних 90 минута]. Budapest: Sportkiadó. ISBN 963-253-501-4.
- Све утакмице репрезентације Мађарске
- Репрезентација Мађарске на фудбалској бази података
- Утакмице репрезентације Мађарске (1976)